# Angelo Ogbonna
Angelo Obinze Ogbonna (Cassino, 23 maggio 1988) è un calciatore italiano, di ruolo difensore, svincolato. Con la nazionale italiana è diventato vicecampione d'Europa nel 2012.

## Biografia
Nato in Italia da genitori nigeriani, è cresciuto a Cassino, nel quartiere di San Bartolomeo.
Si è laureato in giurisprudenza all'Università degli Studi di Torino.

## Caratteristiche tecniche
Il suo ruolo naturale è quello di difensore centrale, ma è stato impiegato anche da terzino. È forte fisicamente ma anche veloce, potente e dotato di un buon sinistro che abbina a una discreta visione di gioco.

## Carriera

### Club

#### Gli inizi a Torino e Crotone
Inizia la carriera nel Montecassino, squadra giovanile della natia Cassino, nel quale ricopre immediatamente il ruolo di difensore centrale. Nel 2002 viene notato dal Torino, che, su indicazione di Antonio Comi, lo acquista per 3 000 euro inserendolo nel proprio settore giovanile. Nella stagione 2006-2007 viene spesso aggregato alla prima squadra e l'11 febbraio 2007 debutta in Serie A a 18 anni, in Torino-Reggina (1-2), scelto come titolare dall'allenatore Alberto Zaccheroni. Alla fine della stagione totalizza 4 presenze in campionato.
Nell'agosto seguente si trasferisce in prestito al Crotone, in Serie C1, con cui riesce a fare esperienza disputando 22 partite di campionato e sfiorando la promozione in Serie B, sfumata nelle semifinali play-off.

#### Ritorno a Torino

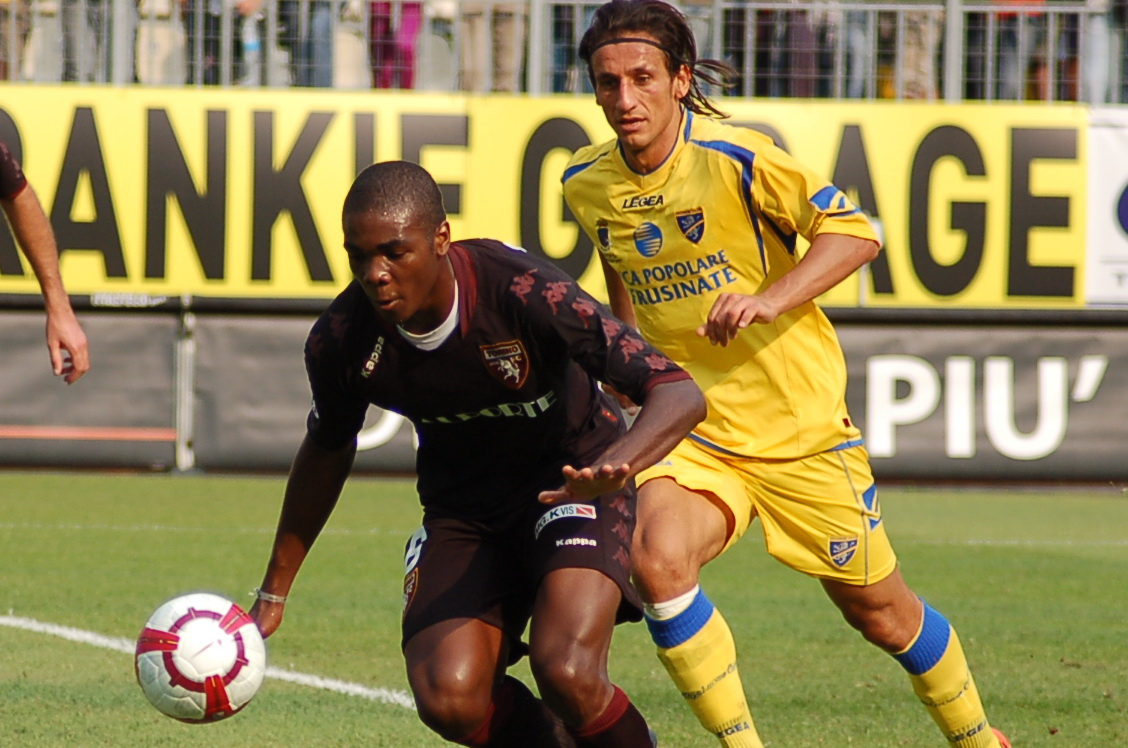
Ogbonna (in primo piano) al Torino nel 2009

Nella stagione 2008-2009 ritorna quindi a Torino, collezionando 19 presenze in campionato e 4 in Coppa Italia, ma la stagione si rivela negativa per la squadra, con la retrocessione dei granata nella serie cadetta. Con il torneo 2009-2010 conquista un posto da titolare nel reparto difensivo della squadra. Realizza inoltre il suo primo e unico gol in maglia granata, il 17 aprile 2010, nella sfida contro il Cesena terminata 1-1, ed è titolare anche nei play-off persi in finale contro il Brescia.
Il 15 agosto 2010, nel secondo turno di Coppa Italia di fronte al Cosenza (battuto 3-1 ai supplementari), indossa per la prima volta la fascia di capitano del Torino. Il campionato, in cui colleziona 35 presenze, termina con l'8º posto in classifica e i play-off sfumati all'ultima giornata, con la sconfitta contro il Padova. Il 31 agosto 2011, in occasione della seconda giornata del campionato 2011-12 Torino-Cittadella (1-1), colleziona la 100ª presenza con la maglia granata.

#### Juventus

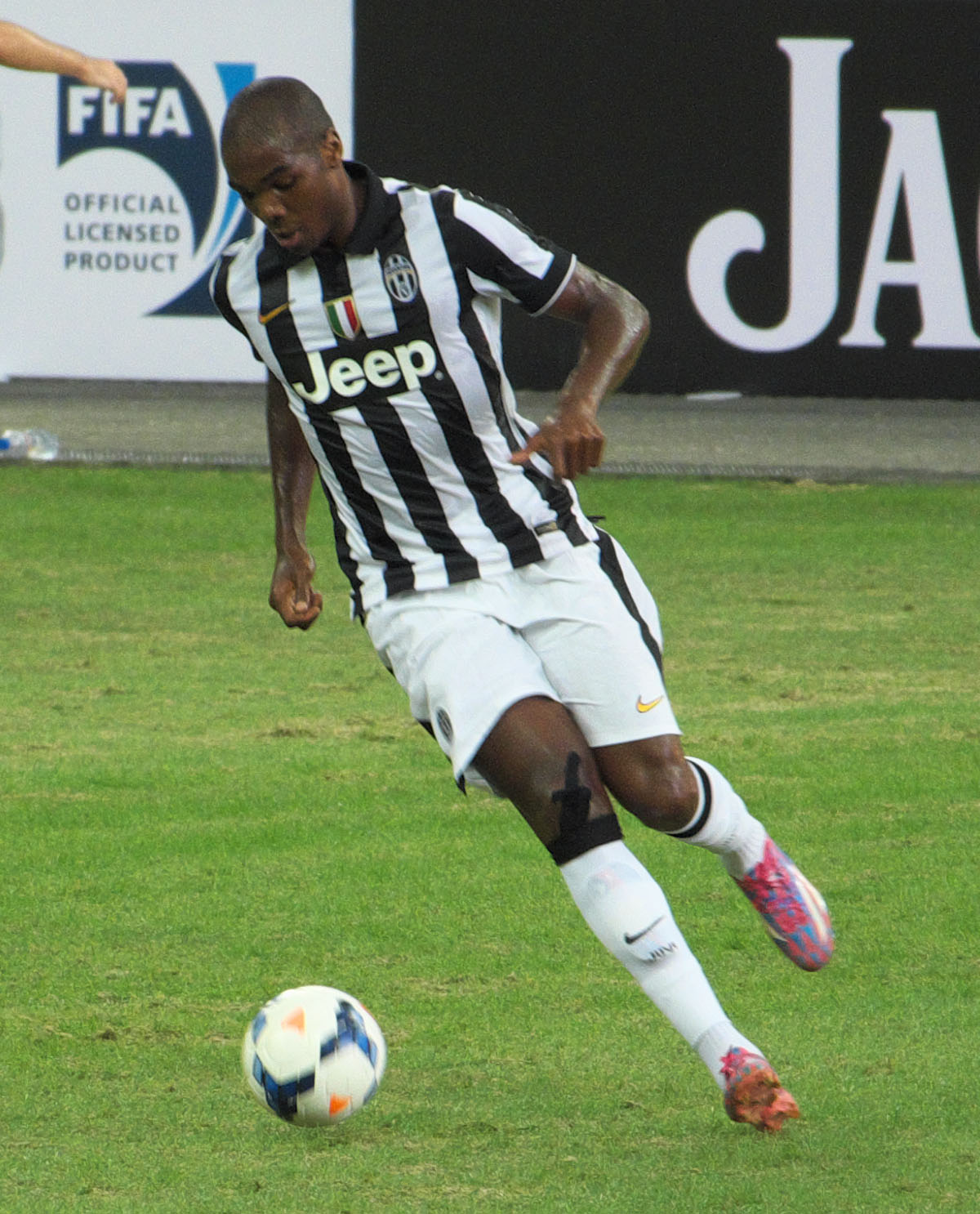
Ogbonna alla Juventus nel 2014

L'11 luglio 2013 passa dal Torino ai concittadini della Juventus per 13 milioni di euro (più 2 di bonus); Ogbonna diventa il primo calciatore della storia cresciuto nella squadra granata, fino a indossarne all'occorrenza la fascia di capitano, a passare ai rivali juventini, scatenando per questo molte antipatie nei suoi vecchi sostenitori torinisti.
Veste la maglia bianconera per due stagioni, nelle quali contribuisce alla vittoria di altrettanti scudetti, di una Coppa Italia e di una Supercoppa italiana, i primi trofei della sua carriera, senza però riuscire a imporsi come titolare.

#### West Ham Utd
Il 10 luglio 2015 passa quindi a titolo definitivo alla formazione inglese del West Ham Utd per 11 milioni di euro. Il 30 dello stesso mese fa il suo esordio con la maglia claret and blue, nel terzo turno preliminare di Europa League contro i rumeni dell'Astra Giurgiu, rendendosi suo malgrado protagonista dell'autogol che vale il 2-2 finale.
Esordisce in Premier League il 9 agosto seguente, nella vittoria per 2-0 contro l'Arsenal all'Emirates Stadium. Il 9 febbraio 2016 segna la sua prima rete per gli Hammers, decidendo al 121' minuto dei tempi supplementari la sfida del quarto turno di FA Cup contro il Liverpool (2-1); nell'occasione torna al gol dopo quasi sei anni.

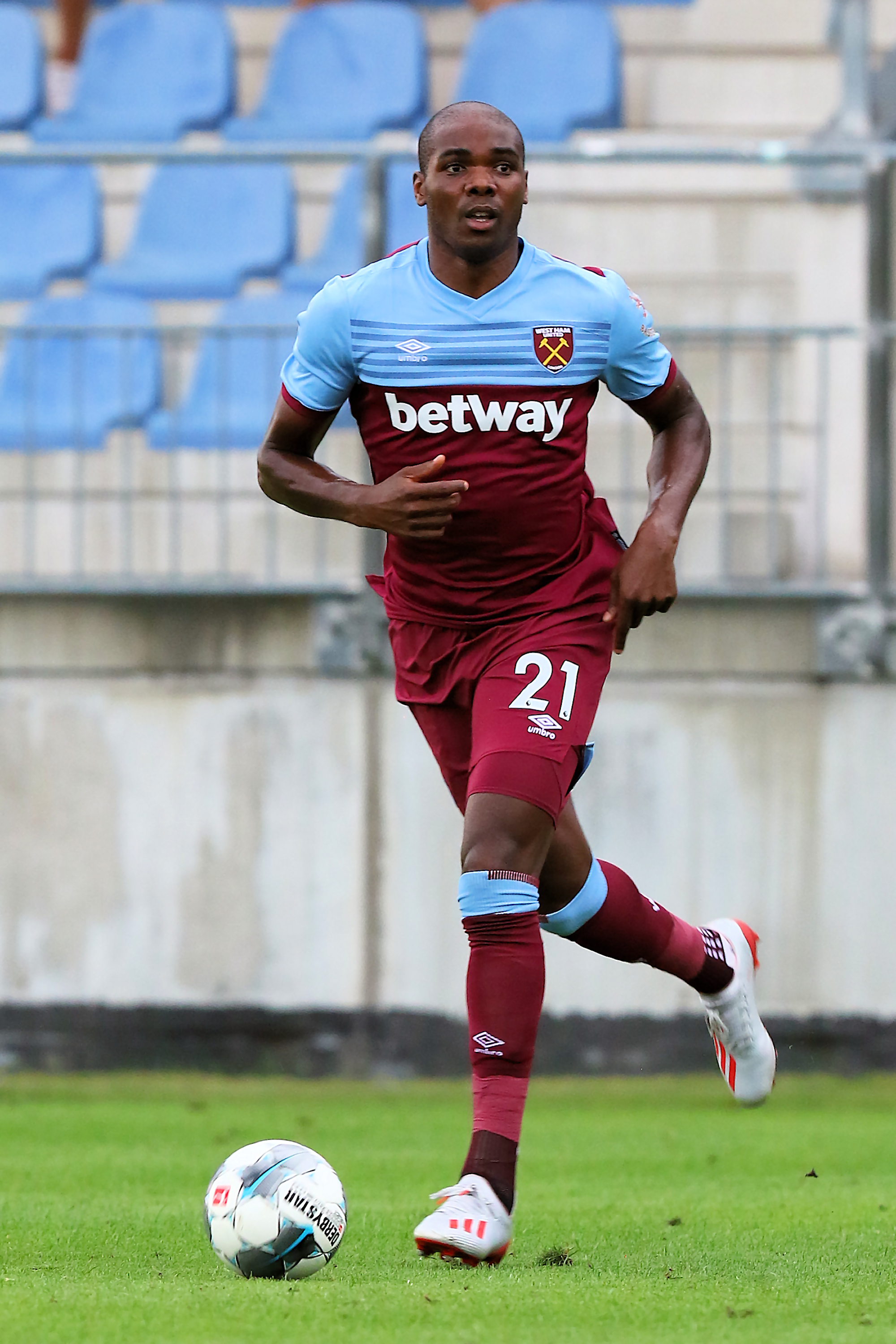
Ogbonna al West Ham Utd nel 2019

Nelle stagioni seguenti, pur tra alti e bassi, emerge comunque tra i punti fermi della squadra londinese nella seconda metà del decennio, pagando dazio solo nelle annate 2016-2017, quando un infortunio al ginocchio lo tiene lontano dai campi per alcuni mesi, e 2018-2019, dov'è inizialmente relegato nelle retrovie prima di riconquistare la titolarità nel corso del campionato.
Nella stagione 2020-2021 è uno dei protagonisti della squadra che sfiora la qualificazione alla UEFA Champions League. In particolare, l'11 dicembre 2020 Ogbonna segna il gol della vittoria (2-1) nell'incontro in casa del Leeds Utd, consentendo così al West Ham Utd di ottenere la prima vittoria a Elland Road dal 2000. Nell'annata successiva, di contro, il suo apporto viene significativamente limitato da un grave infortunio al legamento crociato anteriore, patito nel novembre del 2021 e che costringe l'italiano a concludere anticipatamente il suo campionato.
Ogbonna ritorna quindi in campo solo all'inizio dell'annata 2022-2023, aiutando gli Hammers a raggiungere la fase a gironi della Europa Conference League; la competizione sarà vinta proprio dalla squadra inglese, con Ogbonna che scenderà in campo anche nella vittoriosa finale di Praga contro la Fiorentina (1-2).
Impiegato in misura minore durante la stagione 2023-2024, Ogbonna lascia il West Ham Utd al termine della stessa, alla scadenza del proprio contratto. Lungo i nove anni trascorsi a Londra, il difensore ha totalizzato 249 presenze e 13 reti per gli Hammers; inoltre con 201 presenze complessive in Premier League, Uncle Ange, come viene soprannominato oltre Manica, è risultato il secondo giocatore italiano ad aver disputato il maggior numero di incontri nella massima serie inglese, dietro soltanto a Gianfranco Zola.

#### Watford
Il 27 agosto 2024 si accasa da svincolato al Watford, club inglese militante in Championship.

### Nazionale
Nel 2009 è convocato dalla Nigeria, allenata da Shaibu Amodu, per le amichevoli contro Irlanda e Francia; tuttavia rifiuta la convocazione nella speranza di una chiamata da parte della nazionale italiana.
Il 12 agosto 2009 esordisce nell'Italia under 21 nella partita amichevole persa 3-2 contro la Russia e giocata a San Pietroburgo. Giocando in coppia con Andrea Ranocchia al centro della difesa, partecipa alle qualificazioni all'Europeo 2011 e al doppio spareggio contro la Bielorussia, che sancisce l'eliminazione degli azzurrini. Il suo ciclo si conclude dunque in anticipo, con 10 presenze al suo attivo.

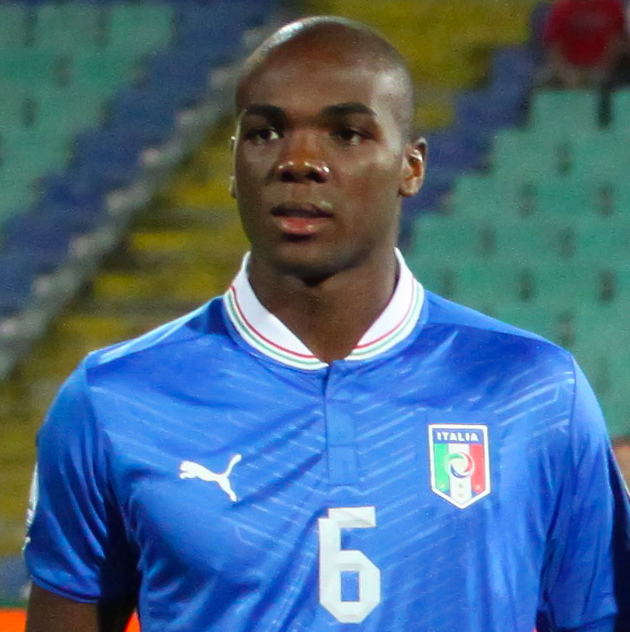
Ogbonna in nazionale nel 2012

Il 3 giugno 2011 riceve la sua prima convocazione nell'Italia da parte del commissario tecnico Cesare Prandelli, in sostituzione dell'infortunato Alberto Aquilani: è la quarta volta nei precedenti trent'anni – gli altri casi furono Chinaglia nel 1972, Carnasciali nel 1993 e Maccarone nel 2002 – che un giocatore della Serie B è aggregato alla nazionale maggiore, eccezion fatta per la coppia milanista Baresi-Collovati post-Totonero e gli juventini post-Calciopoli. Viene convocato anche il 10 agosto successivo per un'amichevole contro la Spagna, e rimane nel gruppo per le successive gare di qualificazione al campionato d'Europa 2012, senza esordire.
Il debutto in nazionale maggiore arriva l'11 novembre 2011, subentrando a Domenico Criscito al 77' dell'amichevole Polonia-Italia (0-2) disputata a Breslavia. Alla sua seconda presenza, il 29 febbraio 2012, viene schierato come titolare nella partita amichevole persa 1-0 contro gli Stati Uniti. Viene quindi inserito nella lista dei 23 convocati per la fase finale dell'Europeo in Polonia e Ucraina, nel quale non viene mai impiegato.
Negli anni successivi rimane nel giro azzurro, ottenendo però solo qualche sporadica presenza fino al 2014. Ciò nonostante, dopo un biennio lontano dalla maglia azzurra, il 31 maggio 2016 viene inserito dal selezionatore Antonio Conte nella lista dei 23 giocatori convocati per il campionato d'Europa 2016 in Francia, che per la nazionale italiana si concludono ai quarti di finale dopo la sconfitta ai tiri di rigore contro la Germania; Ogbonna gioca da titolare la terza e ultima sfida della fase a gironi, il 22 giugno, un'ininfluente sconfitta 0-1 contro l'Irlanda.
Con il commissario tecnico Gian Piero Ventura scende in campo il 5 settembre 2016 nella partita di qualificazione al campionato del mondo 2018 giocata contro Israele ad Haifa, uscendo in seguito dal giro azzurro. Negli anni seguenti è saltuariamente richiamato in nazionale – senza tuttavia scendere in campo – una prima volta dal selezionatore ad interim Luigi Di Biagio nel 2018, in vista del ciclo di amichevoli contro Argentina e Inghilterra, in sostituzione dell'infortunato Giorgio Chiellini, e una seconda nel 2020, dal commissario tecnico Roberto Mancini, per le sfide della fase a gironi della UEFA Nations League 2020-2021 e per l'amichevole contro l'Estonia.

### Fuori dal campo
Fa parte della squadra di opinionisti di Sky Sport in occasione del campionato d'Europa 2024.

## Statistiche

### Presenze e reti nei club
Statistiche aggiornate al 13 aprile 2025.
| Stagione            | Squadra             | Campionato          | Campionato | Campionato | Coppe nazionali | Coppe nazionali | Coppe nazionali | Coppe continentali | Coppe continentali | Coppe continentali | Altre coppe | Altre coppe | Altre coppe | Totale | Totale |
| Stagione            | Squadra             | Comp                | Pres       | Reti       | Comp            | Pres            | Reti            | Comp               | Pres               | Reti               | Comp        | Pres        | Reti        | Pres   | Reti   |
| ------------------- | ------------------- | ------------------- | ---------- | ---------- | --------------- | --------------- | --------------- | ------------------ | ------------------ | ------------------ | ----------- | ----------- | ----------- | ------ | ------ |
| 2006-2007           | Torino              | A                   | 4          | 0          | CI              | 0               | 0               | -                  | -                  | -                  | -           | -           | -           | 4      | 0      |
| 2007-2008           | Crotone             | C1                  | 22+2       | 0          | CI-C            | 1               | 0               | -                  | -                  | -                  | -           | -           | -           | 25     | 0      |
| 2008-2009           | Torino              | A                   | 19         | 0          | CI              | 4               | 0               | -                  | -                  | -                  | -           | -           | -           | 23     | 0      |
| 2009-2010           | Torino              | B                   | 28+3       | 1+0        | CI              | 1               | 0               | -                  | -                  | -                  | -           | -           | -           | 32     | 1      |
| 2010-2011           | Torino              | B                   | 35         | 0          | CI              | 2               | 0               | -                  | -                  | -                  | -           | -           | -           | 37     | 0      |
| 2011-2012           | Torino              | B                   | 39         | 0          | CI              | 2               | 0               | -                  | -                  | -                  | -           | -           | -           | 41     | 0      |
| 2012-2013           | Torino              | A                   | 22         | 0          | CI              | 1               | 0               | -                  | -                  | -                  | -           | -           | -           | 23     | 0      |
| Totale Torino       | Totale Torino       | Totale Torino       | 150        | 1+0        |                 | 10              | 0               |                    | -                  | -                  |             | -           | -           | 160    | 1      |
| 2013-2014           | Juventus            | A                   | 16         | 0          | CI              | 2               | 0               | UCL+UEL            | 3+3                | 0                  | SI          | 1           | 0           | 25     | 0      |
| 2014-2015           | Juventus            | A                   | 25         | 0          | CI              | 4               | 0               | UCL                | 1                  | 0                  | SI          | 0           | 0           | 30     | 0      |
| Totale Juventus     | Totale Juventus     | Totale Juventus     | 41         | 0          |                 | 6               | 0               |                    | 7                  | 0                  |             | 1           | 0           | 55     | 0      |
| 2015-2016           | West Ham Utd        | PL                  | 28         | 0          | FACup+CdL       | 5+0             | 1               | UEL                | 1                  | 0                  | -           | -           | -           | 34     | 1      |
| 2016-2017           | West Ham Utd        | PL                  | 20         | 0          | FACup+CdL       | 1+3             | 0               | UEL                | 2                  | 0                  | -           | -           | -           | 26     | 0      |
| 2017-2018           | West Ham Utd        | PL                  | 32         | 1          | FACup+CdL       | 3+4             | 0+2             | -                  | -                  | -                  | -           | -           | -           | 39     | 3      |
| 2018-2019           | West Ham Utd        | PL                  | 24         | 1          | FACup+CdL       | 2+3             | 0+2             | -                  | -                  | -                  | -           | -           | -           | 29     | 3      |
| 2019-2020           | West Ham Utd        | PL                  | 31         | 2          | FACup+CdL       | 2+0             | 0               | -                  | -                  | -                  | -           | -           | -           | 33     | 2      |
| 2020-2021           | West Ham Utd        | PL                  | 28         | 3          | FACup+CdL       | 2+0             | 0               | -                  | -                  | -                  | -           | -           | -           | 30     | 3      |
| 2021-2022           | West Ham Utd        | PL                  | 11         | 1          | FACup+CdL       | 0+0             | 0               | UEL                | 0                  | 0                  | -           | -           | -           | 11     | 1      |
| 2022-2023           | West Ham Utd        | PL                  | 16         | 0          | FACup+CdL       | 3+1             | 0               | UECL               | 10                 | 0                  | -           | -           | -           | 30     | 0      |
| 2023-2024           | West Ham Utd        | PL                  | 11         | 0          | FACup+CdL       | 1+2             | 0+0             | UEL                | 2                  | 0                  | -           | -           | -           | 16     | 0      |
| Totale West Ham Utd | Totale West Ham Utd | Totale West Ham Utd | 201        | 8          |                 | 32              | 5               |                    | 15                 | 0                  |             | -           | -           | 249    | 13     |
| 2024-2025           | Watford             | FLC                 | 6          | 0          | FACup+CdL       | 1+1             | 0               | -                  | -                  | -                  | -           | -           | -           | 8      | 0      |
| Totale carriera     | Totale carriera     | Totale carriera     | 422        | 9          |                 | 51              | 5               |                    | 22                 | 0                  |             | 1           | 0           | 494    | 14     |

### Cronologia presenze e reti in nazionale
| Cronologia completa delle presenze e delle reti in nazionale ― Italia | Cronologia completa delle presenze e delle reti in nazionale ― Italia | Cronologia completa delle presenze e delle reti in nazionale ― Italia | Cronologia completa delle presenze e delle reti in nazionale ― Italia | Cronologia completa delle presenze e delle reti in nazionale ― Italia | Cronologia completa delle presenze e delle reti in nazionale ― Italia | Cronologia completa delle presenze e delle reti in nazionale ― Italia | Cronologia completa delle presenze e delle reti in nazionale ― Italia |
| Data                                                                  | Città                                                                 | In casa                                                               | Risultato                                                             | Ospiti                                                                | Competizione                                                          | Reti                                                                  | Note                                                                  |
| --------------------------------------------------------------------- | --------------------------------------------------------------------- | --------------------------------------------------------------------- | --------------------------------------------------------------------- | --------------------------------------------------------------------- | --------------------------------------------------------------------- | --------------------------------------------------------------------- | --------------------------------------------------------------------- |
| 11-11-2011                                                            | Breslavia                                                             | Polonia                                                               | 0 – 2                                                                 | Italia                                                                | Amichevole                                                            | -                                                                     | 77’                                                                   |
| 29-2-2012                                                             | Genova                                                                | Italia                                                                | 0 – 1                                                                 | Stati Uniti                                                           | Amichevole                                                            | -                                                                     |                                                                       |
| 1-6-2012                                                              | Zurigo                                                                | Italia                                                                | 0 – 3                                                                 | Russia                                                                | Amichevole                                                            | -                                                                     | 54’                                                                   |
| 15-8-2012                                                             | Berna                                                                 | Italia                                                                | 1 – 2                                                                 | Inghilterra                                                           | Amichevole                                                            | -                                                                     |                                                                       |
| 7-9-2012                                                              | Sofia                                                                 | Bulgaria                                                              | 2 – 2                                                                 | Italia                                                                | Qual. Mondiali 2014                                                   | -                                                                     | 64’ 69’                                                               |
| 31-5-2013                                                             | Bologna                                                               | Italia                                                                | 4 – 0                                                                 | San Marino                                                            | Amichevole                                                            | -                                                                     |                                                                       |
| 10-9-2013                                                             | Torino                                                                | Italia                                                                | 2 – 1                                                                 | Rep. Ceca                                                             | Qual. Mondiali 2014                                                   | -                                                                     | 76’                                                                   |
| 15-11-2013                                                            | Milano                                                                | Italia                                                                | 1 – 1                                                                 | Germania                                                              | Amichevole                                                            | -                                                                     | 71’                                                                   |
| 19-11-2013                                                            | Londra                                                                | Italia                                                                | 2 – 2                                                                 | Nigeria                                                               | Amichevole                                                            | -                                                                     |                                                                       |
| 13-10-2014                                                            | Ta' Qali                                                              | Malta                                                                 | 0 – 1                                                                 | Italia                                                                | Qual. Euro 2016                                                       | -                                                                     | 76’                                                                   |
| 6-6-2016                                                              | Verona                                                                | Italia                                                                | 2 – 0                                                                 | Finlandia                                                             | Amichevole                                                            | -                                                                     | 85’                                                                   |
| 22-6-2016                                                             | Lilla                                                                 | Italia                                                                | 0 – 1                                                                 | Irlanda                                                               | Euro 2016 - 1º turno                                                  | -                                                                     |                                                                       |
| 5-9-2016                                                              | Haifa                                                                 | Israele                                                               | 1 – 3                                                                 | Italia                                                                | Qual. Mondiali 2018                                                   | -                                                                     | 63’                                                                   |
| Totale                                                                |                                                                       | Presenze                                                              | 13                                                                    |                                                                       | Reti                                                                  | 0                                                                     |                                                                       |

## Palmarès

### Club

#### Competizioni nazionali
- Supercoppa italiana: 1

Juventus: 2013
- Campionato italiano: 2

Juventus: 2013-2014, 2014-2015
- Coppa Italia: 1

Juventus: 2014-2015

#### Competizioni internazionali
- UEFA Conference League: 1

West Ham Utd: 2022-2023